# Соснівський парк
Сосні́вський — парк-пам'ятка садово-паркового мистецтва місцевого значення у м. Черкаси.

## Опис
Розташований на території Черкаського бору, в рекреаційній зоні м. Черкаси в мікрорайоні «Соснівка», між вулицями Золотоніська, Мініна і Пожарського, Грузиненка, Ціолковського. Основна деревна порода парку — сосна звичайна.
Парк створено рішенням Черкаської міської ради у липні 2010 року. Рішенням Черкаської обласної ради від 15.02.2011 № 4-13/VI надано статус пам'ятки садово-паркового мистецтва місцевого значення на площі 6,64 га.

## Режим охорони
Режимом охорони заборонено: знищення та пошкодження окремих дерев, чагарників, трав'яної рослинності; передача в господарське використання окремих земельних ділянок заповідного об'єкту; надання земельних ділянок під забудову; будь-яке будівництво капітальних та розміщення тимчасових споруд, не пов'язане з організацією охорони парку.

## Незаконна забудова і зменшення площі

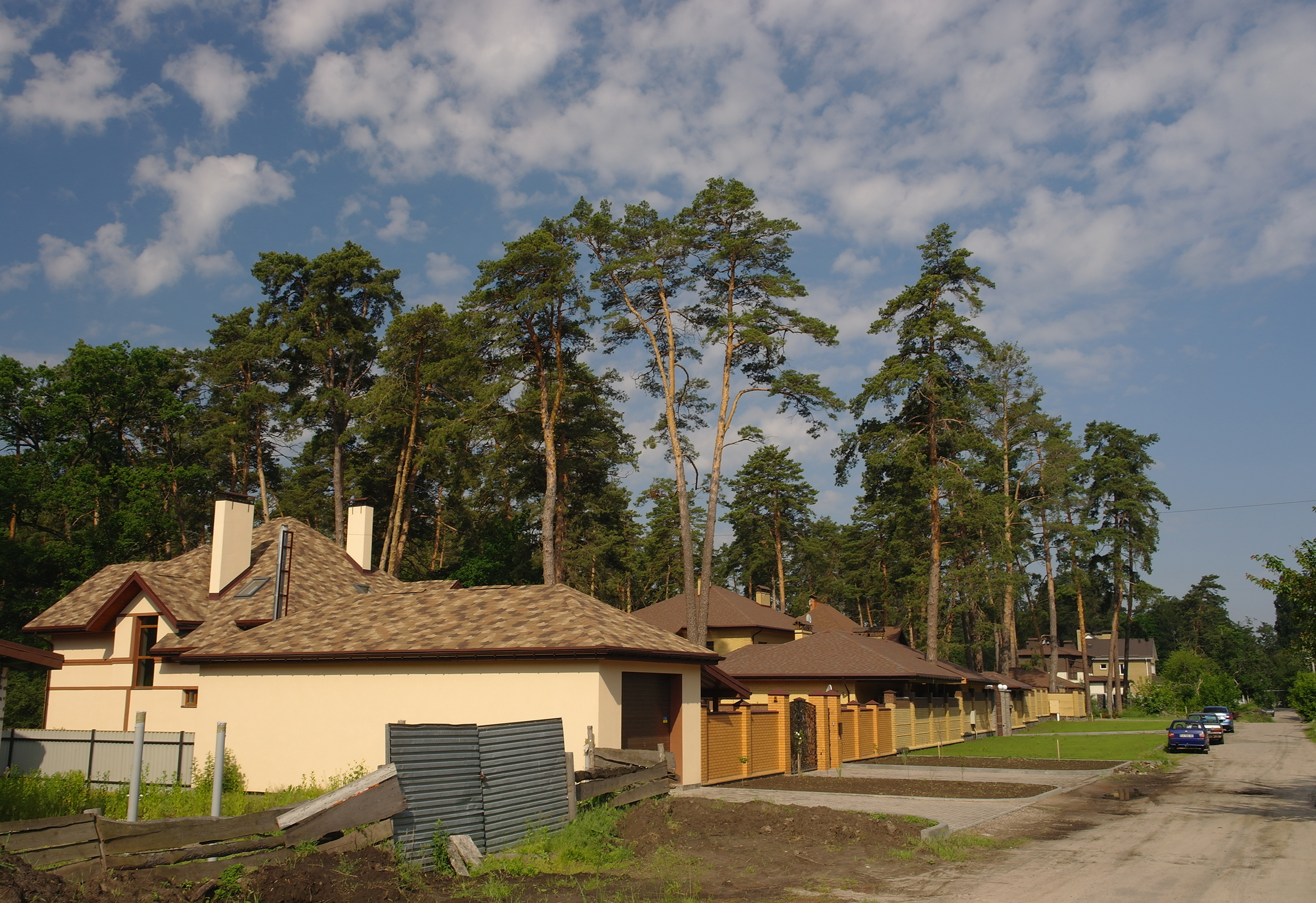
Будівництво котеджів

У 2015 році на території парку екологами було виявлено незаконне будівництво .
У результаті розробки проекту землеустрою з організації та встановлення меж парку у 2015 році було встановлено, що його площа становить не 6,64 га,  6,29 га.

## Галерея

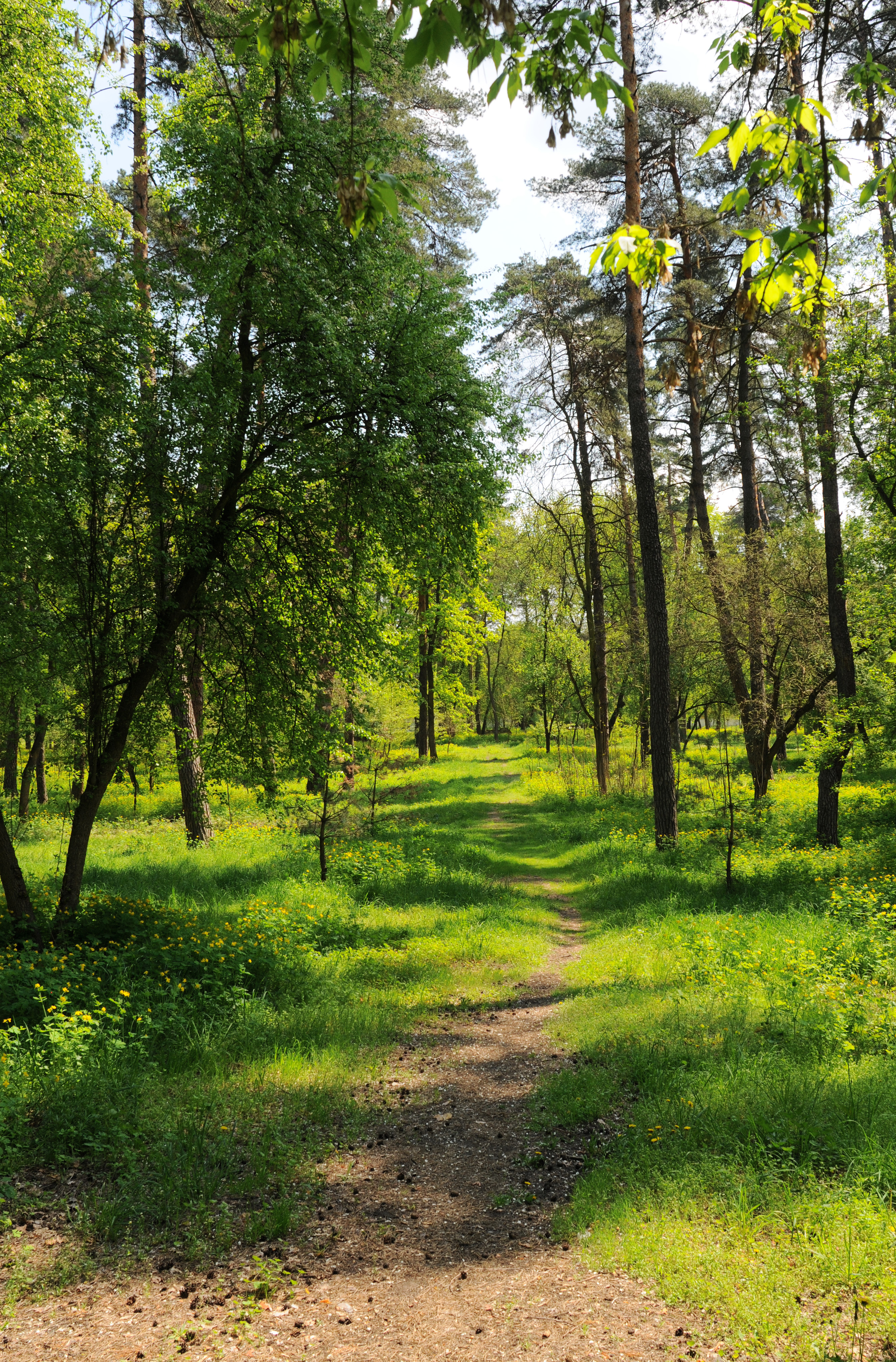
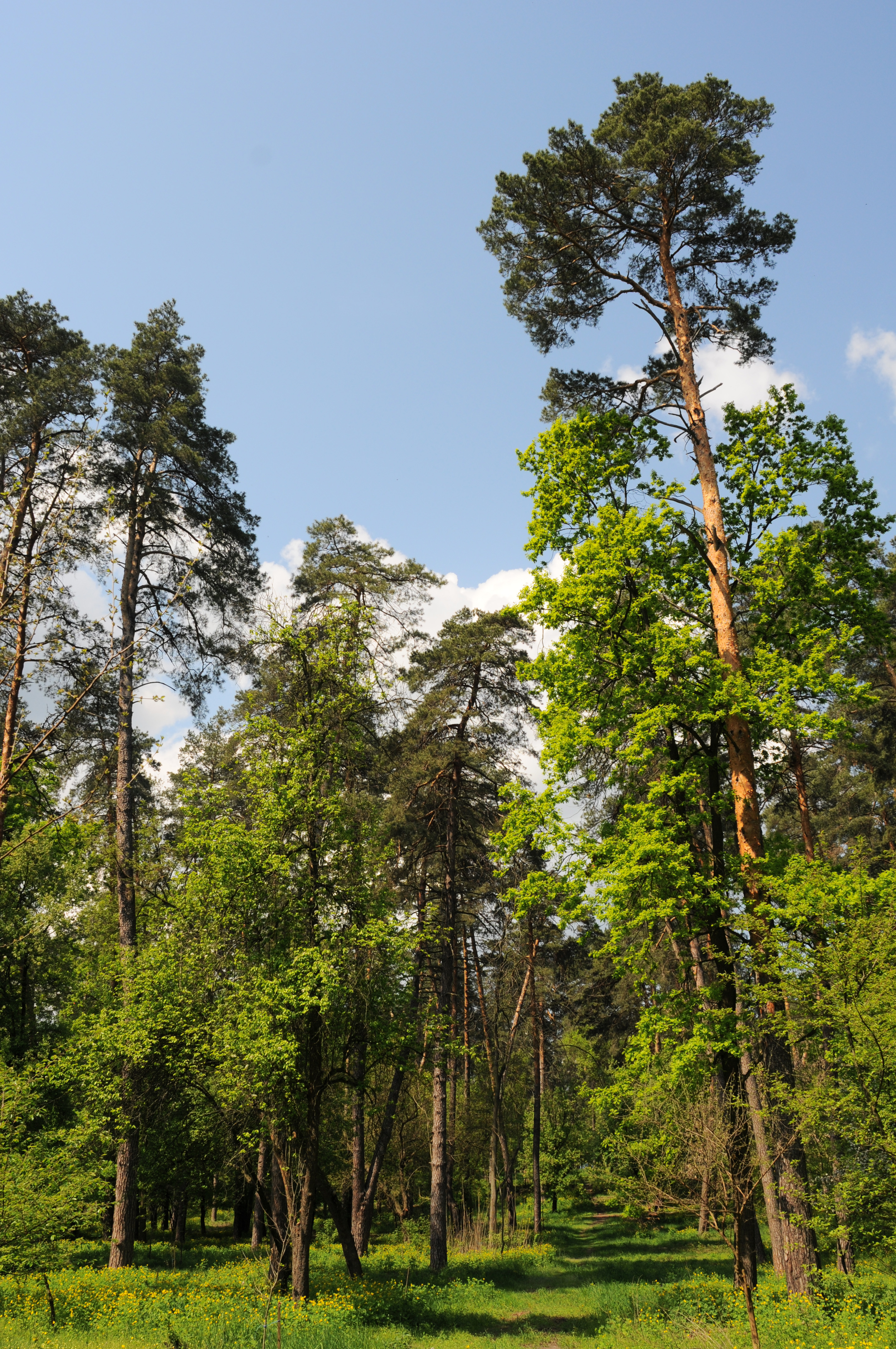
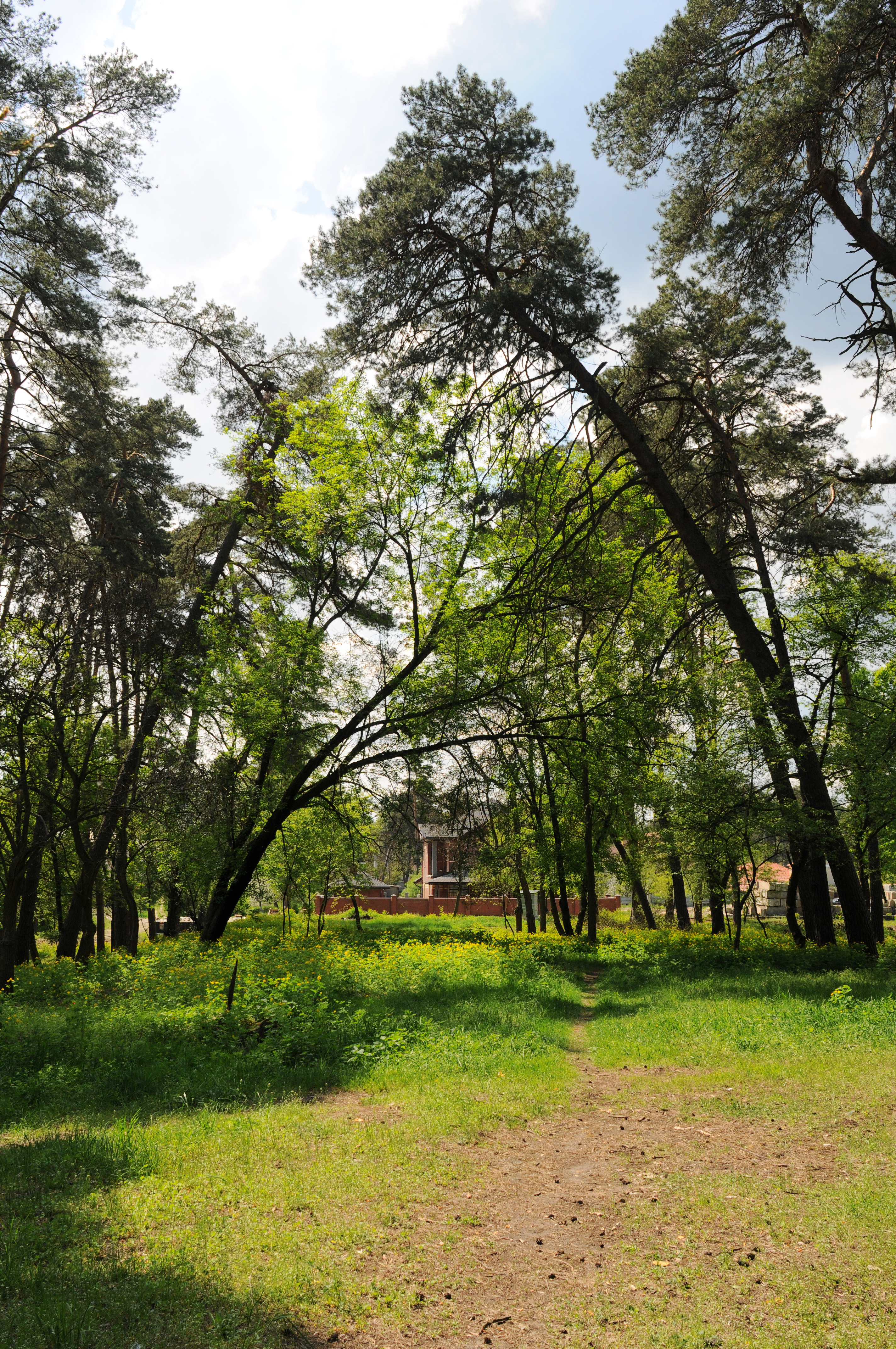